# NGC 1804
NGC 1804 是剑鱼座的一個星系。该星系位于大麦哲伦星系中，由英国天文学家約翰·弗里德里希·威廉·赫歇爾于1834年发现。

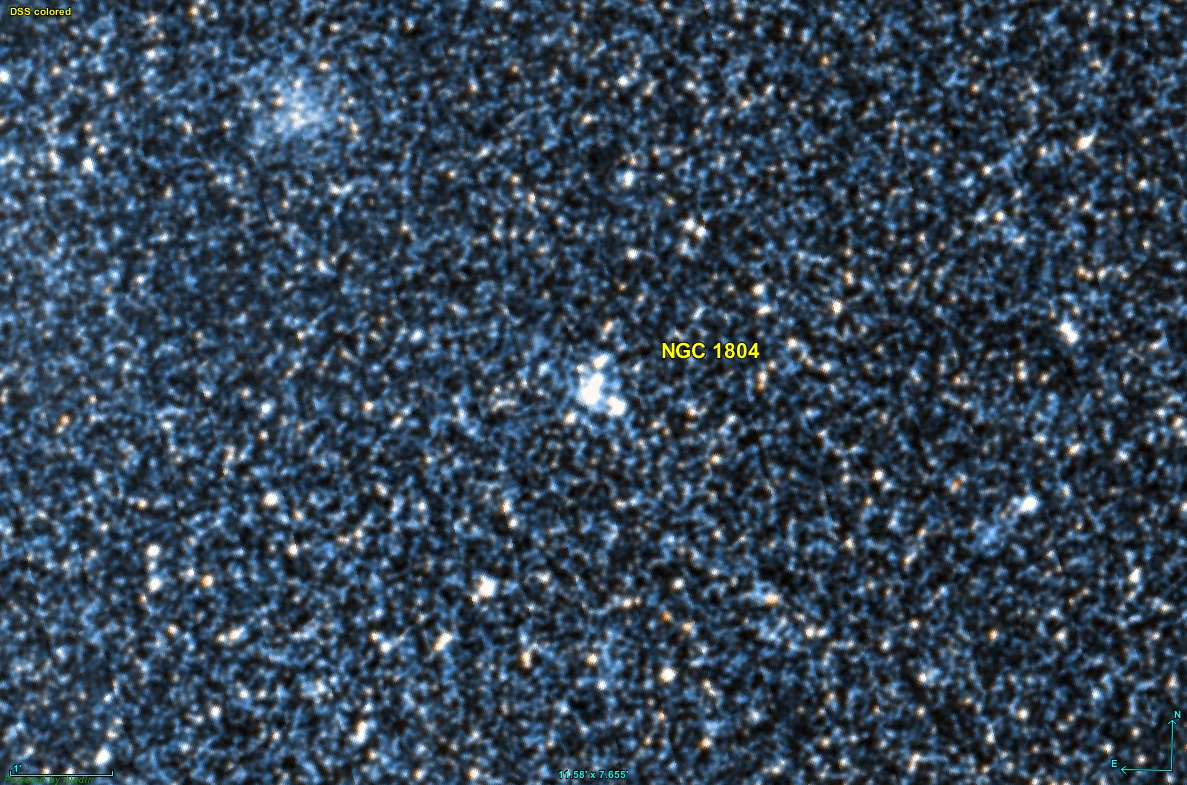
NGC 1804 DSS